# Joel Griffiths
Joel Griffiths (21 de agosto de 1979 en Sídney) es un exfutbolista australiano que jugaba como delantero.
La mayor parte de su carrera la desarrolló en el Newcastle Jets. Tuvo dos prolíficos pasos entre 2001 y 2003; y 2006 y 2010. Sus buenas actuaciones tanto en los Jets como en otros clubes australianos lo catapultaron al fútbol europeo, primero en el Neuchâtel Xamax suizo y después en el Leeds United inglés, aunque en este último no logró causar mayor impacto. Más adelante en su trayectoria jugó en varios clubes de China y Japón así como en el Sydney para regresar al Newcastle Jets en 2014. En 2015 recaló en el Wellington Phoenix, donde terminó su carrera.
Representó a la selección australiana en tres oportunidades, convirtiendo un gol.

## Carrera
Luego de su paso por el Sydney United, Parramatta Power y Newcastle Jets firmó con el Neuchâtel Xamax de Suiza en 2003. Luego de tres años en el elenco helénico, pasó al Leeds United, aunque solo llegó a disputar dos encuentros. En su regreso al fútbol australiano, tuvo su mejor momento en los Jets entre 2006 y 2010, período en el que ganaría la A-League 2007/08, temporada en la que se proclamó como máximo goleador y recibió la Medalla Johnny Warren.
Luego de varios pasos por clubes de China y el Sydney, regresó al Newcastle en 2014. Sin embargo, las malas actuaciones del equipo lo llevaron a ser rescindido junto con varios de sus compañeros, para terminar recalando en el Wellington Phoenix en 2015. Ese mismo año, luego de una lesión, decidió retirarse de la actividad profesional.

### Clubes
| Club                        | País          | Año         |
| --------------------------- | ------------- | ----------- |
| Sydney United               | Australia     | 1997-1999   |
| Parramatta Power            | Australia     | 1999-2001   |
| Newcastle United Jets       | Australia     | 2001-2003   |
| Neuchâtel Xamax             | Suiza         | 2003 - 2006 |
| Leeds United                | Inglaterra    | 2006        |
| Newcastle United Jets       | Australia     | 2006 - 2010 |
| Avispa Fukuoka (a préstamo) | Japón         | 2008        |
| Beijing Guoan (a préstamo)  | China         | 2009        |
| Beijing Guoan               | China         | 2010-2011   |
| Shanghái Shenhua            | China         | 2012        |
| Sydney Football Club        | Australia     | 2013        |
| Qingdao Jonoon              | China         | 2013        |
| Newcastle United Jets       | Australia     | 2014-2015   |
| Wellington Phoenix          | Nueva Zelanda | 2015        |

### Selección nacional
Disputó la Copa Mundial de Fútbol Juvenil de 1999 representando a la selección sub-20 australiana, que fue eliminada en fase de grupos. Con la selección mayor hizo su debut el 9 de octubre de 2005 en un encuentro ante Jamaica, donde convirtió su primer y único gol con la camiseta de los Socceroos. Acumuló solo tres presentaciones y no fue incluido en los equipos que disputaron las Copas Mundiales de 2006 y 2010.

## Palmarés
| Título           | Club           | País      | Año     |
| ---------------- | -------------- | --------- | ------- |
| A-League         | Newcastle Jets | Australia | 2007/08 |
| Super Liga China | Beijing Guoan  | China     | 2009    |

### Distinciones individuales
| Distinción                       | Año     |
| -------------------------------- | ------- |
| Goleador de la A-League          | 2007/08 |
| Medalla Johnny Warren            | 2007/08 |
| Jugador del año - Newcastle Jets | 2007/08 |